# ГАЭС Говайнш
ГАЭС Говайнш (порт. Central Hidroelétrica de Gouvães, также Tâmega giga battery) — гидроаккумулирующая электростанция (ГАЭС) на севере Португалии. Является частью гидроэнергетического комплекса Тамега (Sistema Eletroprodutor do Tâmega, SET). Верхнее водохранилище расположено на реке Торну, левом притоке Тамеги (бассейн Дору). ГАЭС находится на территории муниципалитетов Вила-Пока-ди-Агиар и Рибейра-ди-Пена в округе Вила-Реал. Водохранилище находится на территории поселений Лиша-ду-Алван и Говайнш-да-Серра. Отчуждаемая площадь — 175,8 га. Установленная мощность — 880 МВт, что увеличило общую установленную мощность ГАЭС Португалии на 30 %. Средняя годовая выработка электроэнергии — 1465 ГВт⋅ч. Стоимость строительства — более 1,5 млрд евро. Проектная организация — AQUALOGUS. Концессию на управление получила испанская энергетическая компания Iberdrola.

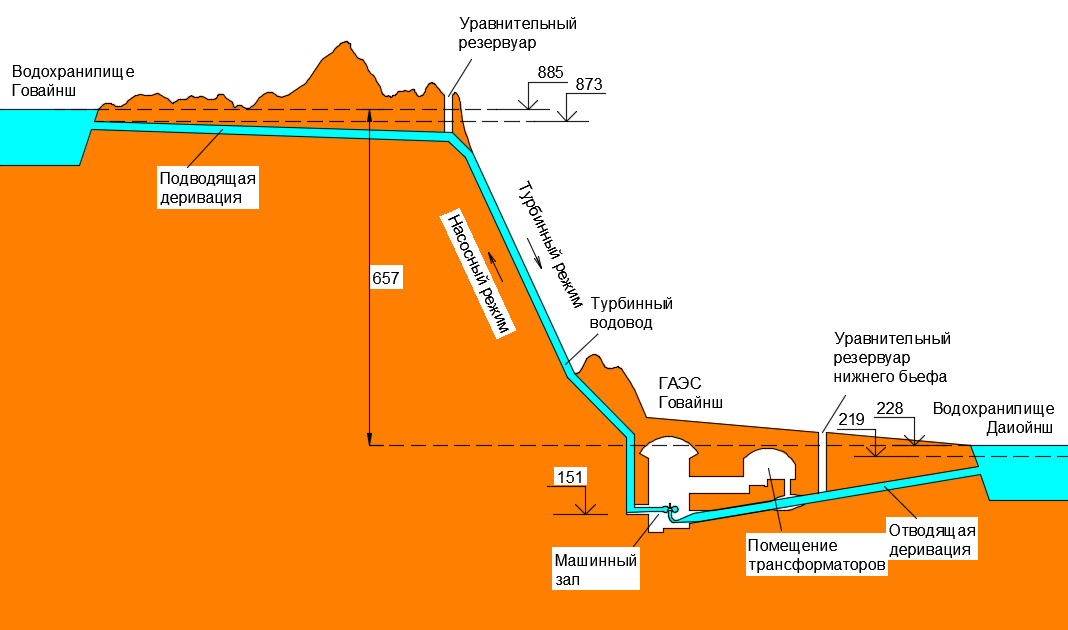
Схема компоновки сооружений ГАЭС Говайнш

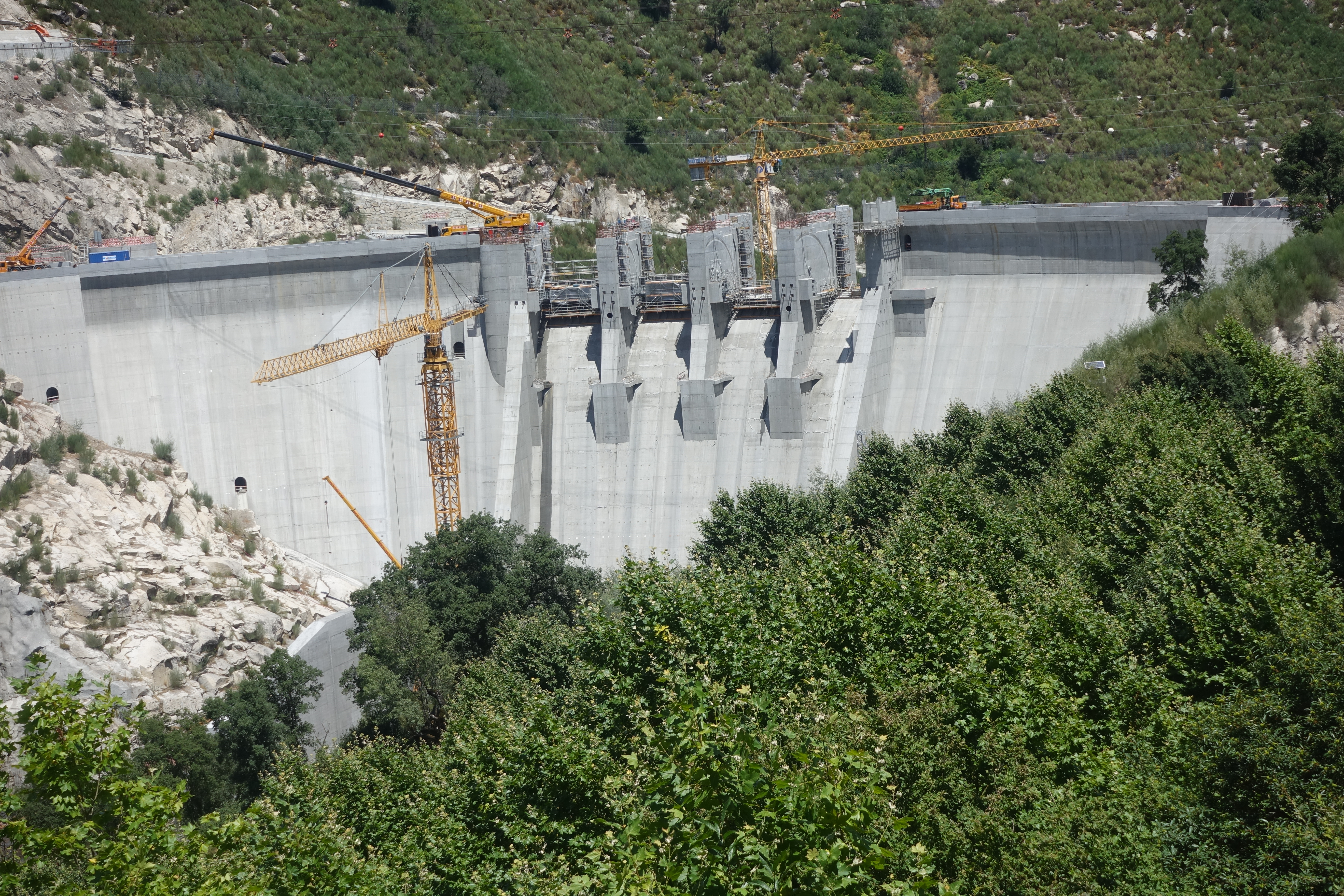
Плотина ГЭС Даиойнш

Концессию от государства Iberdrola получила в июне 2014 года. В декабре начато строительство подъездного пути к стройплощадке ГАЭС Говайнш. В июне 2018 года завершены земляные работы, в феврале 2019 года завершён туннель Пасо. Подводящий туннельный водовод ведёт в Пасо Paçô в Санта-Маринья. В августе 2019 года начаты бетонные работы на плотине.
Строительство ГАЭС Говайнш и ГЭС Даиойнш велось по контракту концорциумом, созданным на паритетной основе компаниями Ferrovial и MSF Engenharia (закрылась в 2018 году).
Гравитационная плотина высотой 30 м и длиной по гребню 232, 7 м. Нормальный подпорный уровень (НПУ) — 885 м над уровнем моря, уровень мёртвого объема (УМО) — 873 м. Колебание уровня воды составляет 13 м. Полезный объём верхнего водохранилища — 13 млн м³, площадь — 340 га. В апреле 2021 года начато заполнение. Перепад высот между нижним и верхним водохранилищем 660 м, что даёт напор 66 МПа. Протяжённость водовода — 7 км: подводящий напорный  деривационный туннель длиной 4694 м и диаметром 7,3 м, верхний дифференциальный уравнительный резервуар Джонсона диаметром 8 м, который может открываться во внешний резервуар диаметром 21 м, соединённый с подводящим туннелем дросселем, наклонный средний участок водовода длиной 2200 м диаметром 6 м в верхней части, затем уменьшенный до 5,4 м, а затем до 3,8 м в нижней части, где он дважды разделяется на две трубы для питания четырех агрегатов, за машинным залом находится уравнительный резервуар с верхней и нижней камерой на отводящей деривации, нижняя камера соединяется с отводящими водоводами шахтами диаметром 3,5 м, общий отводящий туннель длиной 700 м и диаметром 7,3 м.
Машинный зал расположен на отметке 151 м над уровнем моря в пещере, вырубленной в скале, её размеры 120×20×44 м, средняя глубина 325 м. Установлены 4 обратимые гидромашины — турбины Френсиса единичной мощностью (в турбинном режиме) 220 МВт. Расход агрегата в турбинном режиме — 40 м³/с, в насосном — 32 м³/с.
Помещение трансформаторов подземное, расположено в пещере, вырубленной в скале, её размеры 80×17×14 м.
В качестве нижнего водохранилища используется водохранилище ГЭС Даиойнш. Бетонные работы начаты в марте 2018 года. В августе 2020 года начато заполнение, завершённое в марте 2021 года. Арочно-гравитационная плотина высотой 77,5 м. При её строительстве использовано 0,24 млн м³ бетона. Водохранилище имеет площадь 340 га и объём 56,2 млн м³. Нормальный подпорный уровень (НПУ) — 228 м над уровнем моря, уровень мёртвого объема (УМО) — 219 м. Колебание уровня воды составляет 9 м. В январе 2022 года введён в эксплуатацию первый агрегат ГЭС Даиойнш.
Также построено более 5 км линий электропередачи, более 7 км дорог, мост длиной 200 м и высотой 35 м, запущены два очистных сооружения.
ГАЭС управляется диспетчером Центрального диспетчерского управления (ЦДУ) энергосистемы и в зависимости от ситуации в энергосистеме работает либо в насосном, либо в турбинном режиме. Общая выработка электроэнергии в турбинном режиме составляет примерно 75 % от электроэнергии, израсходованной в насосном режиме. ГАЭС покрывает пиковые нагрузки энергосистемы. Энергетическая ёмкость водохранилища ГАЭС Говайнш составляет 40 млн кВт⋅ч, что эквивалентно энергии, потребляемой 11 миллионами человек в течение 24 часов в своих домах.
В гидроэнергетический комплекс Тамега (SET), официально представленный в 2009 году, входят также ГЭС Даиойнш (118 МВт) и ГЭС Алту-Тамега (160 МВт). Проект ГЭС Падроселос (Centrale Hydroélectrique de Padroselos) мощностью 219 МВт на реке Беса, притоке Тамеги отменён Министерством охраны окружающей среды Португалии в 2010 году из-за вымирающих пресноводных мидий, в частности вида обыкновенная жемчужница (Margaritifera margaritifera). После этого изменён проект ГАЭС Говайнш, первоначально предполагавший три обратимых гидромашины общей мощностью 618 МВт. Установленная мощность всего SET — 1158 МВт, что увеличило установленную мощность Португалии на 6 %. Средняя годовая выработка электроэнергии — 1766 ГВт⋅ч. Также в комплекс входят 2 ветряные электростанции (ВЭС) общей мощностью 300 МВт. Создано 13 500 рабочих мест.
В декабре 2021 года ГАЭС Говайнш и ГЭС Даиойнш введены в эксплуатацию. Торжественная церемония ввода в эксплуатацию ГАЭС Говайнш и ГЭС Даиойнш прошла 18 июля 2022 года. В церемонии приняли участие премьер-министр Антониу Кошта, министр по вопросам окружающей среды и климата Португалии Дуарте Кордейру, госсекретарь по энергетике Жоау Галамба.